# Cartivana
La palabra cartivana procede de carta y vana. Es una tira de papel o tela que se pone en las láminas u hojas sueltas para que se puedan encuadernar de modo conveniente. Su sinónimo es "escartivana"

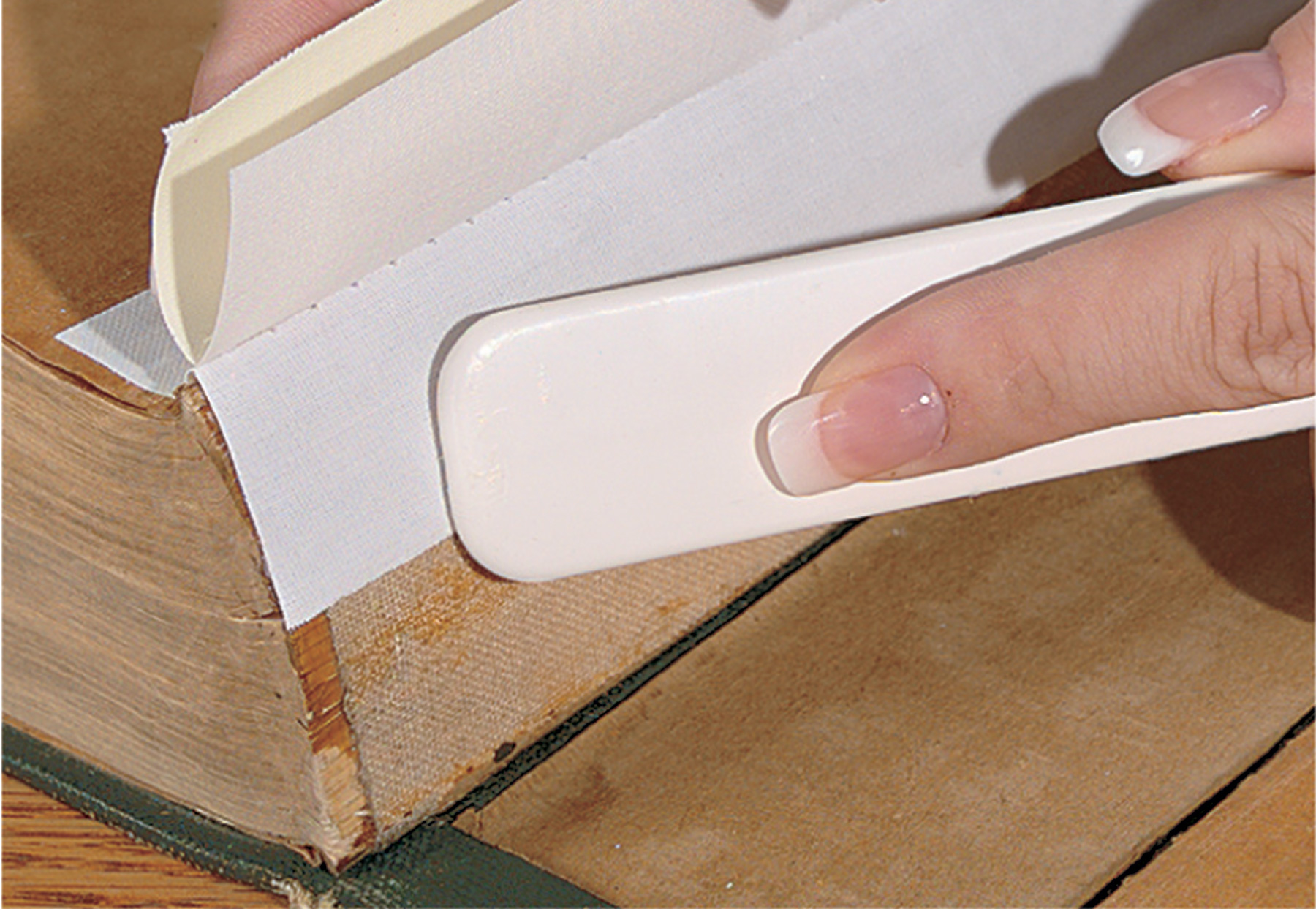
Uso de cartivana para encuadernación

## Usos
La cartivana se utiliza como componente en la encuadernación, y puede ser utilizada para la misma de diferentes formas. Es como una ayuda que tiene el encuadernador para solucionar muchos problemas que le presenta un libro. Estas son algunas de sus utilidades:
1. Servir como "compensación", es decir, añade espesor en la zona del lomo que sea igual de grueso que los materiales que se pondrán posteriormente sobre la hoja (como en un álbum con fotos pegadas o un libro con trozos de telas). De esta forma, cuando se añadan los materiales en las hojas, el libro quedará plano, igual de grueso en la zona del lomo que en el resto de la hoja. A este tipo se las conoce como cartivana de compensación , y suele ser la más conocida por ser el uso más utilizado de los múltiples que tiene la cartivana.
2. Separar el lomo de los cuadernillos de lo que hagamos en el lomo del libro. Es decir, echaremos cola en el lomo de las cartivanas, y sacaremos el cajo en ellas. Así, los pliegos no se tocan para nada.
3. Quitar una hoja, que tiene un error, y cambiarla por otra. Se usaba en la época de la imprenta analógica. Se cortaba la hoja y se pegaba la nueva en el talón.
4. Conseguir la abertura completa de un libro que está cosido desde el frente (como en las encuadernaciones japonesas, o el cosido pasatoro).
5. Permitir una abertura completa con cualquier otro cosido. Esta total apertura permite leer aquello que esté cerca del pliegue central de la hoja, o nos permite ver una imagen completa que ocupe las dos hojas.
6. Permitir una buena apertura del libro, aunque los pliegos estén doblados en contra de la fibra, o sean muy gruesos.
7. Cambiar el formato del libro: lo vuelve más alargado.
8. Proteger unas hojas delicadas de un hilo fuerte que las pueda romper.
9. Convertirla en una bisagra, y pegarla en el centro de dos hojas para transformarlas en un pliego y, así, poder coserlas; o pegar una sola hoja, colocando la bisagra en uno de sus laterales.
10. Permite no coser un pliego que tenga una imagen que ocupe las dos hojas (pegamos este pliego a una cartivana).

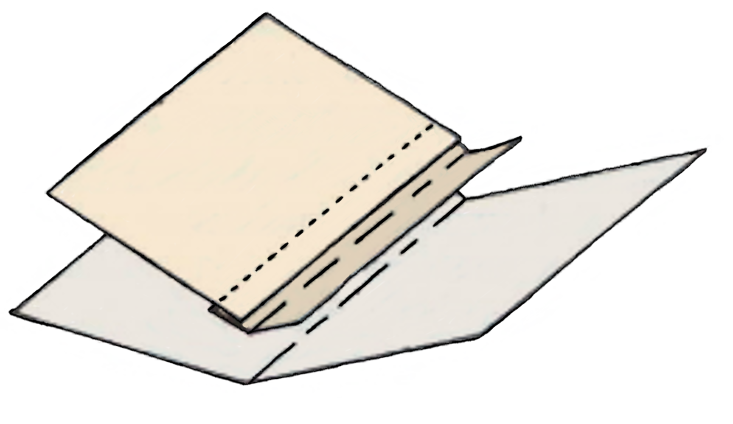
Unión de hoja con cartivana

No todos los tipos de cartivanas sirven para lo mismo, por lo que hay que tener en cuenta el estilo que escogemos, dependiendo de la necesidad que tengamos en cada caso.

## Tipos
Respecto a la estructura de la cartivana por separado, podemos dividirla en tres grandes grupos, fijándonos en el número de cuadernillos que van unidos en una escartivana:
cartivana en tirases aquella donde cada cartivana va unida a un cuadernillo y, posteriormente, las uniremos todas entre sí.
cartivanas combinadases aquella donde todos los cuadernillos se unen a una misma cartivana.
cartivana seguidaes una mezcla entre ambas, ya que varias cartivanas sueltas (con sus cuadernillos) se combinan entre sí, es decir, se unen, antes de la unión final.